# Coupe latine de rink hockey 1960
Navigation
Coupe latine de rink hockey 1959 Coupe latine de rink hockey 1961
La Coupe latine de rink hockey 1960 est la 5e édition de la compétition organisée par le Comité européen de rink hockey. Cette édition a lieu à Nantes, en France du 4 au 6 novembre 1960. Le Portugal remporte pour la troisième fois ce tournoi.

## Déroulement
Les quatre équipes s'affrontent toutes une fois.
Lors de la finale opposant l'Espagne au Portugal, l'égalité qui s'ensuit profite au Portugal qui remporte le tournoi organisé à Nantes.

## Classement et résultats
| Rang | Équipe   | Pts | J | G | N | P | Bp | Bc | Diff |  | Résultats |  |     |     |     |
| ---- | -------- | --- | - | - | - | - | -- | -- | ---- |  | --------- |  | --- | --- | --- |
| 1    | Portugal | 5   | 3 | 2 | 1 | 0 | 9  | 2  | +7   |  | Portugal  |  | 1-1 | 2-1 | 6-0 |
| 2    | Espagne  | 5   | 3 | 2 | 1 | 0 | 10 | 5  | +5   |  | Espagne   |  |     | 3-2 | 6-2 |
| 3    | Italie   | 2   | 3 | 1 | 0 | 2 | 6  | 6  | 0    |  | Italie    |  |     |     | 3-1 |
| 4    | France   | 0   | 3 | 0 | 0 | 3 | 3  | 15 | -12  |  | France    |  |     |     |     |

### Sources
- (pt) Cet article est partiellement ou en totalité issu de l’article de Wikipédia en portugais intitulé « Taça Latina de 1960 » (voir la liste des auteurs).